# 이대호
이대호(李大浩, 1982년 6월 21일~)는 대한민국의 야구인, 방송인이다. 선수 시절 KBO 리그의 롯데 자이언츠, 일본 프로 야구의 오릭스 버펄로스, 후쿠오카 소프트뱅크 호크스, 메이저 리그 베이스볼의 시애틀 매리너스에서 내야수, 포수, 투수, 지명 타자로 활동했다. 본관은 전주이며 롯데 자이언츠의 두 번째 영구 결번 선수이다.

## 어린 시절과 아마추어 경력
이대호는 1982년 6월 21일 부산직할시 수영구에서 태어났다. 그가 어린 시절 삶은 눈물 없이는 들을 수 없을 정도로 굉장히 어려웠고 불우했는데, 3세 때 아버지를 잃었고 이후 어머니도 재혼을 하여 집을 나가면서 할머니인 오분이 여사 아래에서 자랐다. 오분이 여사는 수영팔도시장에서 장사를 하면서 이대호가 야구선수가 될 수 있도록 성심성의껏 지원했으며, 수영초등학교 3학년 때 전학 온 추신수의 눈에 띄어 야구를 시작했고, 경남고등학교에 진학해 선발 투수로 나섰다. 2000년에는 추신수, 정근우, 김태균과 함께 캐나다 에드먼턴에서 열린 2000년 세계 청소년 야구 선수권 대회 국가대표로 출전했다.

## 프로 선수 경력

### 롯데 자이언츠 1기
2001년 한국프로 야구 드래프트에서 2차 1순위로 롯데 자이언츠의 지명을 받았다. 학생 시절부터 투수로 활동했고 입단할 당시에도 투수였다. 그러나 첫 전지 훈련에서 어깨 부상을 당했고, 당시 2군 감독이었던 우용득의 권유로 동년 5월부터 타자 전향 훈련을 시작한 그는 당시 감독이었던 김명성의 승인을 받아 투수에서 타자로 전향했다.
팀이 8경기를 남겨 놓은 상태에서 배영수 폭행 사건으로 펠릭스 호세가 징계를 받아 남은 경기에 나설 수 없게 되자, 우용득 감독 대행은 2001년 9월 19일에 펠릭스 호세를 말소하고 그를 1군으로 콜업했다. 그는 1군에 올라온 그 날 대타로 타석에 들어와서 1군 데뷔전을 치렀으며, 다음 날인 9월 20일 삼성 라이온즈전에서 데뷔 첫 안타를 기록했다. 데뷔 첫 해에는 6경기에 출전해 8타수 4안타를 기록했다.
2002년 당시 감독이었던 백인천으로부터 체중 감량을 명령받아 무리한 훈련 중에 무릎 부상을 당했다.
2003년에는 무릎 부상의 여파로 출전 시간이 많지 않았고, 양상문이 감독으로 부임한 2004년부터 정착했다. 2005년에는 올스타전 MVP를 수상했다.
2006년에 강병철이 감독으로 부임하며 본격적으로 두각을 드러내기 시작했다. 2006년에 타율, 안타, 홈런 부문에서 1위를 해 이만수 이후 KBO 역대 2번째 타자 부문 트리플 크라운을 차지했다. 득점권 타율은 0.390로 가장 높았고 장타율 부문에서도 1위를 했다. 이 덕분에 1루수 부문 골든 글러브를 수상했다. 하지만 정규 시즌 MVP 투표에서는 류현진에게 밀려 2위에 그쳤다. 
2010년 8월 20일 두산 베어스전에서 홍상삼을 상대로 장외 홈런이자 이승엽, 심정수 이후 7년만에 시즌 40홈런을 달성했다. 이후 도루를 제외한 타격 7개 부문(타율, 안타, 홈런, 타점, 득점, 장타율, 출루율)에서 1위를 기록하며 KBO 리그 최초 타격 7관왕을 차지했고, 2010년에는 정규 시즌 MVP를 수상했다.
2011년 3할대 타율, 최다 안타, 출루율 등 타격 3개 부문에서 1위를 차지하며 해당 부문 2연패에 성공했다. 홈런은 최형우에게 밀려 수상에 실패했다.

### 오릭스 버팔로스

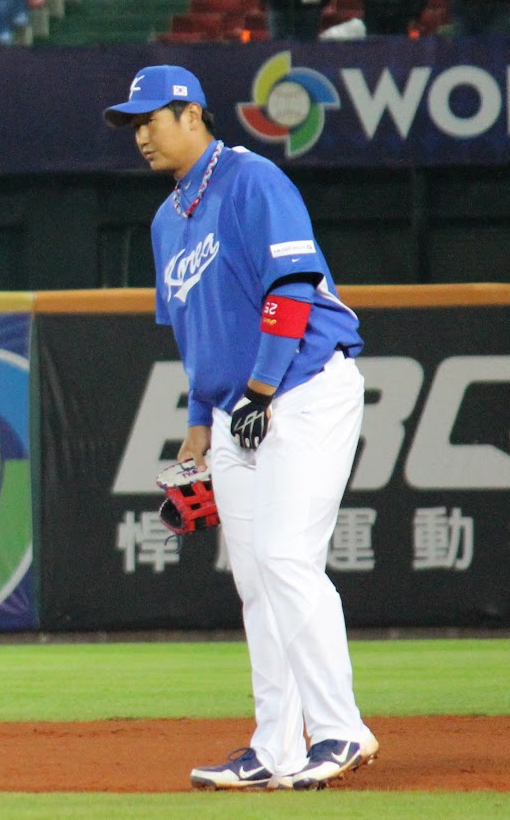
2013년 월드 베이스볼 클래식 당시의 이대호

2008년 시즌 후 처음으로 상위권에 진입한 일본 프로 야구의 팀인 오릭스 버팔로스는 리그 우승을 위해 그를 영입하려고 꾸준히 노력했으며 2011년 12월 5일에 계약했다. 계약 기간 2년, 계약금 2억엔, 연봉은 2억 5,000만엔, 인센티브는 연간 3,000만엔으로 총액 최대 7억 6,000만엔(약 111억원)이었다.
2012년 4월 21일 닛폰햄 투수 다케다 마사루를 상대로 솔로 홈런을 쳐 내 일본 진출 17경기 만에 첫 홈런을 기록했다. 2012년에 퍼시픽 리그 최하위였지만 그는 정규 시즌 전체 144경기에서 모두 4번 타자로 출전했고 올스타에 선정됐다. 월간 MVP 2회(5월, 7월), 올스타전 홈런더비 우승, 2할대 타율, 24홈런, 91타점을 기록하며 성공적인 첫 시즌을 보냈다. 그리고 한국 프로야구 출신의 한국인으로는 첫 타이틀인 퍼시픽 리그 타점왕을 획득했고, 1루수 부문 베스트 나인에 선정됐다.
2013년에는 2년 연속 24홈런, 91타점을 기록했고 타율은 3할을 돌파하며, 올스타전에 선정되는 등 안정적인 성적을 기록했다.

### 후쿠오카 소프트뱅크 호크스
2013년 12월에 후쿠오카 소프트뱅크 호크스와 계약했다. 보장액은 2년간 총액 9억엔이며 3년째에 그가 재계약 선택권을 갖는 조건으로 계약했다. 2014년 시즌에 오릭스 버팔로스와의 경쟁 끝에 퍼시픽 리그 정규 시즌 우승을 차지했다.
클라이맥스 시리즈 파이널 스테이지에서 니혼햄 파이터스를 꺾었고, 일본시리즈 2차전에서 한신 타이거스를 상대로 솔로 홈런을 쳐 냈다. 일본시리즈에서 우승하며 팀 최초 시리즈 우승을 했다. 시즌 후 2014년 12월 26일에는 삼성 라이온즈의 외국인 투수였던 릭 판 덴 휘르크가 팀에 영입되며 같은 팀에서 활동하게 됐다. 2015년 5월 8일 도호쿠 라쿠텐 골든이글스와의 경기에서 솔로 홈런을 쳐 내며 한일 통산 300홈런을 기록했다. 2015년 시즌에도 퍼시픽리그 정규 시리즈에서 우승했고, 팀이 일본 시리즈에 진출했으며 일본시리즈에서 2홈런을 포함한 활약으로 팀을 일본시리즈 우승을 이끌었다. 우승과 동시에 한국인 최초로 일본 시리즈 MVP에 선정됐고, 2015년 시즌 후 MLB 진출을 선언했다.

### 시애틀 매리너스
많은 팀과 입단 협상을 벌였지만 좀처럼 계약 소식이 전해지지 않다가 2016년 2월 3일 미국 메이저 리그의 팀인 시애틀 매리너스와 스프링캠프 초청권을 포함한 1년 총액 400만 달러(약 45억원)에 스플릿 계약을 맺었다.
2016년 3월 8일 애리조나 다이아몬드백스와의 시범 경기에서 첫 홈런을 기록했다. 스플릿 계약으로 MLB 진입을 장담하지 못하는 상황에도 시범 경기에서 좋은 성적을 기록하며 많은 경쟁자들을 제치고 메이저 25인 로스터에 진입, 애덤 린드의 백업 1루수로 시즌을 시작했다. 4월 14일 텍사스 레인저스와의 경기에서 끝내기 2점 홈런을 기록하며 MLB 2호이자 데뷔 첫 끝내기 홈런을 기록했다.
6월 11일 텍사스 레인저스와의 경기에서 솔로 홈런과 3점 홈런을 기록하며 MLB 데뷔 첫 두 자릿 수 홈런을 기록했다, 오른손 대타 요원으로써 대단한 활약을 보여준 그는 주전 지명타자로 선발 출장했지만 감이 떨어진 탓에 오히려 어려움을 겪는 모습을 보였다. 손목 부상을 기점으로 약점도 드러났다. 메이저 104경기에 나서서 14홈런으로 시즌을 마감했다.

### 롯데 자이언츠 2기
시애틀과의 계약이 만료된 후 2017년 1월 24일 계약 기간 4년, 총액 150억원에 계약하며 6년만에 복귀했고, 이는 KBO 역대 FA 최고 금액이었다. 복귀 후 강민호에 이어 주장이 됐다. 2020년 6월 2일 KIA 타이거즈전에서 팀 최초이자 KBO 역대 16번째 통산 3000루타를 기록했다.
2020년 시즌 후 FA 자격을 취득했고, 2년 총액 26억원에 잔류했다. 마지막 FA 계약기간이 만료되던 2022년 시즌을 앞두고 당 시즌이 끝나면 현역에서 은퇴하겠다고 선언을 하였고, 은퇴 경기였던 2022년 10월 8일 LG전 후반에 투수로 깜짝 등판해 상대 타자로 나온 고우석을 잡아내며 데뷔 첫 홀드이자 마지막 홀드를 기록했다. 2022년 시즌 후 지명 타자 부문 골든 글러브를 수상했다. 구단에서는 경기가 끝난 후 성대한 그의 은퇴식을 열었고, 등번호 10번을 최동원에 이어 2번째 영구 결번으로 지정했다.

## 국가대표팀 경력
2006년 강민호와 함께 처음으로 대한민국 국가대표팀에 선발되었다. 같은 해 12월 카타르 도하에서 열린 2006년 아시안 게임에 출전했으며 동메달에 획득했다.
2008년 송승준, 강민호와 함께 2008년 하계 올림픽 야구 종목에 참가하는 국가대표팀의 일원이 되어  3할대 타율, 3홈런, 10타점으로 활약을 펼쳐 금메달을 획득하며 병역 특례를 받았다.
2009년 월드 베이스볼 클래식에 참가했으며 2할대 타율에 그쳤다.

## 개인사
- 2006년에 22년만에 타자 트리플 크라운을 달성했지만 그 해 MVP로 선정되지 못했다. 이는 당시 신인 투수 류현진이 센세이션을 불러일으키며 트리플 크라운을 기록했고, 롯데 자이언츠가 계속 최하위권을 전전했기 때문이었다. 같은 해 일본에서 맹타를 휘두른 이승엽의 압도적인 타격 기록들이 적잖은 영향을 끼친 것으로 보인다.
- 2007년 4월 21일에 사직야구장 개장 이래 최초 장외 홈런을 기록했다. 2번째 사직야구장 장외 홈런도 그가 2010년 8월 20일에 기록했다.
- 정대현과의 상대 전적에서 압도적으로 열세였다. 2007년 이후 3년간 정대현에게 19타수 무안타에 그쳤으며 2010년 시즌에 5번 만나 단 한 차례도 안타를 치지 못했다 그래서 정대현에게 '킬러'라는 새로운 별칭이 붙었다. 그러나 2011년 플레이오프 1차전에서 그가 정대현에게 안타를 쳐 내며 정대현 상대 무안타 기록이 멈췄다.
- 베이징 올림픽 미국전에서 투수 브랜던 나이트를 상대로 홈런을 기록했으며, 이후 2009년 한국에 온 브랜던 나이트를 상대로 모두 홈런을 기록했다.
- 2010년 8월 4일부터 8월 14일까지 9경기 연속 홈런을 기록하며 세계 신기록을 경신했다. 또 이 경기에서 16경기 연속 득점으로 한국 신기록을 세웠다.[9]
- 2010년 말 연봉 재계약 협상에서 7억원의 연봉을 요구했으나 롯데 자이언츠는 6억 3,000만원을 제시했다. KBO에 연봉조정신청을 했지만 그의 의견은 받아들여지지 않았다.
- 롯데 자이언츠 때부터 등번호 10번을 달았는데 오릭스 버펄로스에 입단할 때는 25번으로 배정받았다. 25번은 본인이 할머니의 대한 애뜻한 마음이 있어서 달게 되었다고 했다. 2013년 시즌을 앞두고 오릭스 버펄로스에서 등번호 10번을 사용했던 유격수 오비키 케이지가 닛폰햄에 트레이드되자 다시 자신의 번호를 되찾았다.
- 2012년 11월 4일 KBS 스페셜에서 오카다 감독님이 아니었으면 전 경기를 뛸 수 없었고 본인을 많이 믿어주셨기 때문에 그 믿음에 보답을 하고 싶어했고, 오카다 아키노부가 경질이 되자 눈물이 나고 볼 수 없었다고 했다. 본인은 일본말로 오카다 감독님에게 "고메나사이"이라고 말했다. 또 박동희 스포츠 칼럼니스트 인터뷰 중 "감독님만이 책임이 아닌 선수 우리들에게 책임이 있다고 했고 오카다 감독님을 위해서라도 꼭 홈런을 내년 더 많이 치고 싶다"고 포부를 밝혔다.
- 한국 프로야구 레전드 중에 한국시리즈 우승을 경험하지 못하고 은퇴한 선수 중 한 명에 속한다. 일본 프로야구로 건너 가서는 우승을 경험했으나, 한국 프로야구에서는 소속팀 롯데 자이언츠가 1992년 이후 단 한 번도 우승을 거두지 못했고, 그도 한국시리즈 우승 반지 없이 현역에서 은퇴하게 되었다.

- 3세 때 아버지가 홀로 세상을 떠나고 어머니가 재가해 친할머니의 손에서 형과 함께 자랐다. 열악한 집안 사정 탓에 부산 대동중학교 시절 신종세 감독[10]의 집에서 숙식하며 더부살이를 했다.[11]
- 그의 형인 이차호는 현재 매니지먼트 회사인 O2S&M의 대표를 맡고 있으며, 정영일이 잠시 일본 독립 리그에서 활동할 수 있게 도와줬다.
- 2006년부터 매년 겨울 부산 시내 생활 형편이 어려운 독거 노인들에게 직접 연탄을 배달하고 요양원을 찾아 노인 목욕 봉사를 했다.[12]
- 2009년 KBO 리그 올스타전 홈런 더비에서 장외 홈런을 쳐 냈다. 당시 KBS의 천하무적 야구단 팀이 왔었고, 그 중 한 멤버였던 김창렬의 매니저의 차가 그의 홈런 타구에 맞고 파손됐다. 행사 후 KIA 타이거즈에서 배상한다고 약속했다.
- 2010년부터 매달 어려운 환경의 어린이들을 위해 장학금을 주고 있다.[12]
- 2011년 한국갤럽에서 실시한 KBO 리그 인기 선수 여론 조사에서 그가 13.5%의 응답률로 최고 인기 선수로 뽑혔다.[13]

## 별명
- 국가대표 경기에서 4번 타자로 좋은 활약을 보여 '조선의 4번 타자'라고 불린다.
- 큰 체격으로 인해 '빅 보이'라고 불린다.
- 돼지와 그의 이름을 합친 '이돼호'라고 불린다. 같은 유래로 주장을 맡아 '돼장님'으로도 불린다.

## 역대 등번호

### KBO
- '49' - (2001년 ~ 2004년, 롯데 자이언츠)
- '10' - (2005년 ~ 2011년, 2017년 ~ 2022년, 롯데 자이언츠, 영구결번)

### NPB
- '25' - (2012년, 오릭스 버펄로스)
- '10' - (2013년, 오릭스 버펄로스 / 2014년 ~ 2015년, 후쿠오카 소프트뱅크 호크스)

### MLB
- '56' - (2016년, 시애틀 매리너스)
- '10' - (2016년, 시애틀 매리너스)

### 대한민국 야구 국가대표팀
- '10' - (2008년 하계 올림픽 국가대표, 2009년 WBC 국가대표, 2010년 아시안 게임 국가대표, 2015년 프리미어 12 국가대표, 2017년 WBC 국가대표)
- '25' - (2013년 WBC 국가대표)

## 출신 학교
- 부산 수영초등학교
- 부산 대동중학교
- 경남고등학교

## 경력

### KBO
- 2017년 올스타전 우수타자상

### NPB
- 2012년, 2015년 베스트 나인
- 2015년 일본 시리즈 MVP
- 2012년 5월·7월, 2014년 6월, 2015년 5월 월간 MVP

## 주요 기록

### KBO
- 2006년, 2010년 트리플 크라운
- 2010년 9경기 연속 홈런 세계 신기록 달성, 16경기 연속 득점 KBO 신기록 달성, KBO 최초 타격 7관왕 달성
- 2021년 한미일 통산 2700안타 달성
- 2022년 10월 8일 대 LG전에서 투수로 등판해 생애 처음이자 마지막 홀드를 기록

## 미디어 매체 출연 경력

### 영화
- 2009년 《해운대》 - 특별출연 with 장원준
- 2009년 《나는 갈매기》 - 주연

### 방송
- 2010년 KBS 1박 2일 광역시 특집 - 특별 출연
- 2011년 MBC 황금어장 214회, 215회 무릎팍도사
- 2012년 KNN 맛있는 아시아 푸드헌터 (2012. 09. 04)
- 2012년 KBS KBS 스페셜 '오사카의 거인 이대호' (11월 4일)
- 2012년 KBS 김승우의 승승장구 141회 (2012. 12. 11)
- 2015년 MBC 황금어장 라디오스타 407회 (2015. 1. 7)
- 2016년 KBSN스포츠 The 레전드 - 조선 4번 타자의 꿈
- 2016년 JTBC 냉장고를 부탁해
- 2016년 SBS 꽃놀이패
- 2016년 KBS 2TV 생생정보
- 2016년 KBS 해피투게더
- 2018년 SBS 집사부일체
- 2021년 SBS 정글의 법칙
- 2022년 MBC 호적메이트
- 2022년 tvN 유 퀴즈 온 더 블럭
- 2022년 MBC 황금어장 라디오스타
- 2022년 MBN 뜨겁게 안녕
- 2022년 JTBC 먹자GO
- 2022년 SBS 편먹고 공치리4 진검승부
- 2022년 채널S 진격의 언니들
- 2023년 SBS 집사부일체 시즌2
- 2023년 MBC 안싸우면 다행이야
- 2023년 JTBC 최강야구
- 2023년 채널A 나만 믿고 따라와, 도시어부
- 2023년 SBS 편먹고 공치리5 승부사들
- 2023년 MBC 구해줘!홈즈
- 2023년 유튜브 라면꼰대4

### 광고
- 2009년 부산우유
- 2010년 네오위즈게임즈 슬러거
- 2009년 세븐일레븐 이대호 빅버거

## 통산 기록
| 연 도           | 소 속           | 나 이           | 출 장 | 타 석 | 타 수 | 득 점 | 안 타 | 2 루 타 | 3 루 타 | 홈 런 | 타 점 | 도 루 | 도 실 | 볼 넷 | 삼 진 | 타 율 | 출 루 율 | 장 타 율 | O P S | 루 타 | 병 살 타 | 몸 맞 | 희 타 | 희 플 | 고 4 |
| --------------- | --------------- | --------------- | ----- | ----- | ----- | ----- | ----- | ------- | ------- | ----- | ----- | ----- | ----- | ----- | ----- | ----- | -------- | -------- | ----- | ----- | -------- | ----- | ----- | ----- | ---- |
| 2001            | 롯데            | 19              | 6     | 9     | 8     | 0     | 4     | 0       | 0       | 0     | 1     | 0     | 0     | 1     | 2     | .500  | .556     | .500     | 1.056 | 4     | 0        | 0     | 0     | 0     | 0    |
| 2002            | 롯데            | 20              | 74    | 281   | 255   | 27    | 71    | 19      | 0       | 8     | 99    | 1     | 0     | 19    | 66    | .278  | .345     | .447     | .792  | 114   | 6        | 7     | 0     | 0     | 1    |
| 2003            | 롯데            | 21              | 54    | 173   | 152   | 8     | 37    | 6       | 0       | 4     | 93    | 0     | 2     | 13    | 37    | .243  | .328     | .362     | .689  | 55    | 3        | 6     | 2     | 0     | 0    |
| 2004            | 롯데            | 22              | 132   | 514   | 444   | 52    | 110   | 26      | 0       | 20    | 89    | 4     | 3     | 38    | 78    | .248  | .331     | .441     | .772  | 196   | 21       | 20    | 6     | 6     | 0    |
| 2005            | 롯데            | 23              | 126   | 512   | 447   | 53    | 119   | 16      | 2       | 21    | 80    | 1     | 0     | 47    | 76    | .266  | .354     | .452     | .805  | 202   | 12       | 15    | 0     | 3     | 4    |
| 2006            | 롯데            | 24              | 122   | 499   | 443   | 71    | 149   | 26      | 0       | 26    | 88    | 0     | 1     | 39    | 55    | .336  | .409     | .571     | .980  | 253   | 11       | 16    | 0     | 1     | 5    |
| 2007            | 롯데            | 25              | 121   | 514   | 415   | 79    | 139   | 21      | 1       | 29    | 87    | 1     | 0     | 81    | 55    | .335  | .453     | .600     | 1.053 | 249   | 9        | 13    | 0     | 5     | 25   |
| 2008            | 롯데            | 26              | 122   | 527   | 435   | 73    | 131   | 23      | 0       | 18    | 94    | 0     | 1     | 62    | 56    | .301  | .400     | .478     | .879  | 208   | 9        | 18    | 0     | 12    | 4    |
| 2009            | 롯데            | 27              | 133   | 549   | 478   | 73    | 140   | 28      | 1       | 28    | 100   | 0     | 0     | 51    | 65    | .293  | .377     | .531     | .908  | 254   | 13       | 16    | 0     | 4     | 3    |
| 2010            | 롯데            | 28              | 127   | 552   | 478   | 99    | 174   | 13      | 0       | 44    | 133   | 0     | 2     | 61    | 77    | .364  | .444     | .667     | 1.111 | 319   | 15       | 10    | 0     | 3     | 6    |
| 2011            | 롯데            | 29              | 133   | 570   | 493   | 76    | 176   | 26      | 1       | 27    | 113   | 2     | 0     | 63    | 60    | .357  | .433     | .578     | 1.011 | 285   | 22       | 8     | 0     | 6     | 8    |
| 2012            | 오릭스          | 30              | 144   | 601   | 525   | 54    | 150   | 25      | 2       | 24    | 91    | 0     | 2     | 64    | 85    | .286  | .368     | .478     | .846  | 251   | 18       | 7     | 0     | 5     | 3    |
| 2013            | 오릭스          | 31              | 141   | 593   | 521   | 60    | 158   | 27      | 0       | 24    | 91    | 0     | 0     | 64    | 80    | .303  | .384     | .493     | .878  | 257   | 20       | 6     | 0     | 2     | 4    |
| 2014            | 소프트 뱅크     | 32              | 144   | 625   | 566   | 60    | 170   | 30      | 0       | 19    | 68    | 0     | 3     | 46    | 97    | .300  | .362     | .454     | .816  | 257   | 18       | 10    | 0     | 3     | 0    |
| 2015            | 소프트 뱅크     | 33              | 141   | 584   | 510   | 68    | 144   | 30      | 0       | 31    | 98    | 0     | 1     | 62    | 109   | .282  | .368     | .524     | .892  | 267   | 17       | 9     | 0     | 3     | 0    |
| 2016            | SEA             | 34              | 104   | 317   | 292   | 33    | 74    | 9       | 0       | 14    | 49    | 0     | 0     | 20    | 74    | .253  | .312     | .428     | .740  | 125   | 8        | 5     | 0     | 0     | 2    |
| 2017            | 롯데            | 35              | 142   | 608   | 540   | 73    | 173   | 13      | 0       | 34    | 111   | 1     | 1     | 50    | 84    | .320  | .391     | .533     | .925  | 288   | 22       | 15    | 0     | 3     | 8    |
| 2018            | 롯데            | 36              | 144   | 604   | 543   | 81    | 181   | 30      | 0       | 37    | 125   | 0     | 1     | 43    | 75    | .333  | .394     | .593     | .987  | 322   | 18       | 14    | 0     | 4     | 7    |
| 2019            | 롯데            | 37              | 135   | 549   | 485   | 48    | 138   | 23      | 1       | 16    | 88    | 0     | 0     | 48    | 65    | .285  | .355     | .435     | .790  | 211   | 19       | 9     | 0     | 7     | 4    |
| 2020            | 롯데            | 38              | 144   | 611   | 542   | 67    | 158   | 27      | 0       | 20    | 110   | 1     | 0     | 53    | 68    | .292  | .354     | .452     | .806  | 245   | 21       | 5     | 0     | 11    | 9    |
| 2021            | 롯데            | 39              | 114   | 465   | 420   | 39    | 120   | 11      | 0       | 19    | 81    | 0     | 0     | 34    | 50    | .286  | .342     | .448     | .790  | 188   | 12       | 5     | 0     | 6     | 3    |
| 2022            | 롯데            | 40              | 142   | 591   | 540   | 53    | 179   | 23      | 0       | 23    | 101   | 0     | 0     | 43    | 56    | .331  | .379     | .502     | .881  | 271   | 26       | 2     | 0     | 6     | 7    |
| KBO 통산 : 17년 | KBO 통산 : 17년 | KBO 통산 : 17년 | 1971  | 8128  | 7118  | 972   | 2199  | 331     | 6       | 374   | 1425  | 11    | 11    | 746   | 1025  | .309  | .385     | .515     | .900  | 3664  | 239      | 179   | 8     | 77    | 94   |
| NPB 통산 : 4년  | NPB 통산 : 4년  | NPB 통산 : 4년  | 570   | 2403  | 2122  | 244   | 622   | 112     | 2       | 98    | 348   | 0     | 6     | 236   | 371   | .293  | .370     | .486     | .859  | 1032  | 73       | 32    | 0     | 13    | 7    |
| MLB 통산 : 1년  | MLB 통산 : 1년  | MLB 통산 : 1년  | 104   | 317   | 292   | 33    | 74    | 9       | 0       | 14    | 49    | 0     | 0     | 20    | 74    | .253  | .312     | .428     | .740  | 125   | 8        | 5     | 0     | 0     | 2    |

- 굵은 글씨는 해당 시즌 최고 기록

## 수상 목록
- 2024년 대한민국 퍼스트브랜드 대상 스포테이너 부문 수상